# Copa de Guinea Bissau de futbol
La copa de Guinea Bissau de futbol (Taça Nacional da Guiné-Bissau) és la principal competició futbolística per eliminatòries de Guinea Bissau.

## Historial
Font:
| Any  | Campió                      | Resultat           | Finalista                      |
| ---- | --------------------------- | ------------------ | ------------------------------ |
| 1974 | Ajuda de Bissau (1)         |                    |                                |
| 1975 | no es disputà               | no es disputà      | no es disputà                  |
| 1976 | Sporting de Bissau (1)      | 4-1                | DRC de Farim                   |
| 1977 | UD Internacional (1)        | 1-0                | Ajuda de Bissau                |
| 1978 | UD Internacional (2)        | 0-0, 1-0           | Forças Armadas Revolucionárias |
| 1979 | Bula FC (1)                 | 2-1                | Benfica Bissau                 |
| 1980 | Estrela Negra de Bissau (1) | 4-1                | Ajuda de Bissau                |
| 1981 | Benfica Bissau (1)          | 2-1                | Desportivo de Gabú             |
| 1982 | Ajuda de Bissau (2)         | 1-0                | Benfica Bissau                 |
| 1983 | Sporting de Bissau (2)      | 2-1                | Benfica Bissau                 |
| 1984 | UD Internacional (3)        | 4-1                | Bula FC                        |
| 1985 | UD Internacional (4)        | 1-1, 2-1           | Benfica Bissau                 |
| 1986 | Sporting de Bissau (3)      | 4-2                | Sporting Clube de Bafatá       |
| 1987 | Sporting de Bissau (4)      | 3-1                | Bula FC                        |
| 1988 | UD Internacional (5)        | venç               | Benfica Bissau                 |
| 1989 | Benfica Bissau (2)          | 2-0                | CF Os Balantas                 |
| 1990 | DRC de Farim (1)            | 1-0                | UD Internacional               |
| 1991 | Sporting de Bissau (5)      | 1-0                | Benfica Bissau                 |
| 1992 | Benfica Bissau (3)          | 6-4 (prò.)         | Desportivo de Gabú             |
| 1993 | Portos de Bissau (1)        |                    |                                |
| 1994 | Ténis de Bissau (1)         | 2-1                | Sporting de Bissau             |
| 1995 | no es disputà               | no es disputà      | no es disputà                  |
| 1996 | UD Internacional (6)        | 4-1                | Portos de Bissau               |
| 1997 | no es disputà               | no es disputà      | no es disputà                  |
| 1998 | Portos de Bissau (2)        |                    |                                |
| 1999 | no es disputà               | no es disputà      | no es disputà                  |
| 2000 | Portos de Bissau (3)        | 2-1                | Mavegro FC                     |
| 2001 | ADR de Mansabá (1)          |                    |                                |
| 2002 | Mavegro FC (2)              | 3-1                | Sporting Clube de Bafatá       |
| 2003 | annul·lat                   | annul·lat          | annul·lat                      |
| 2004 | Mavegro FC (3)              | 1-0                | Sporting de Bissau             |
| 2005 | Sporting de Bissau (6)      | 4-2                | Atlético Clube Bissorã         |
| 2006 | Portos de Bissau (4)        | 2-1 (prò.)         | Benfica Bissau                 |
| 2007 | desconegut                  | desconegut         | desconegut                     |
| 2008 | Benfica Bissau (4)          | 2-0                | FC de Canchungo                |
| 2009 | Benfica Bissau (5)          |                    |                                |
| 2010 | Benfica Bissau (6)          | 2-1                | CF Os Balantas                 |
| 2011 | ADR de Mansabá (2)          | 3-1                | Binar FC                       |
| 2012 | no es disputà               | no es disputà      | no es disputà                  |
| 2013 | Estrela de Cantanhez FC (1) | 1-1 (prò.) (3-1 p) | Tigres de São Domingos         |
| 2014 | FC de Canchungo (1)         | 3-1                | Estrela Negra de Bissau        |
| 2015 | Benfica Bissau (7)          | 5-1                | Lagartos de Bambadinca         |
| 2016 | no es disputà               | no es disputà      | no es disputà                  |
| 2017 | FC de Canchungo (2)         | 1-0 (prò.)         | UD Internacional               |
| 2018 | Benfica Bissau (8)          | 2-1 (prò.)         | FC de Cuntum                   |
| 2019 | Sporting de Bissau (7)      | 5-4 (prò.)         | FC Sonaco                      |
| 2020 | cancel·lat                  | cancel·lat         | cancel·lat                     |
| 2021 | Benfica Bissau (9)          | 2-0                | FC de Canchungo                |
| 2022 | Benfica Bissau (10)         | 1-0                | Sporting de Bissau             |
| 2023 | FC de Canchungo (3)         | 1-1 (prò.) (4-3 p) | FC Cupelum                     |
| 2024 | UD Internacional (7)        | 1-1 (prò.) (3-1 p) | Benfica Bissau                 |

1. ↑  Final disputada el 9 de juny de 1978.
2. ↑  No es disputà per problemes financers i pel conflicte entre Benfica Bissau i la FFGB.
3. ↑  La competició fou aturada a la tercera ronda, el partit de segona ronda entre Tubarões de Bubaque i Cuntum Bissau fou posposat fins al 28 de juny, no obstant, el partit mai es disputà i la competició no progressà, fins que el 17 de desembre fou anul·lada per la federació.
4. ↑  La copa de 2016 continua durant el 2017, però fou aturada per problemes financers, essent finalment reemplaçada per la competició de la temporada 2017.
5. ↑  El campionat fou cancel·lat per la pandèmia de la COVID-19.